# Quinchao
Quinchao é uma comuna chilena, localizada no arqupélago de Chiloé. A comuna pertence à Província de Chiloé, na Região de Los Lagos. Sua capital é a localidade de Achao.
Comprende a maior parte da ilha de Quinchao (compartilhando seu território com a comuna de Curaco de Vélez) e os dois grupos de ilhas formados por Alao, Apiao e Chaulinec e por Cahuach (ou Caguach), Lin-Lin, Llingua, Meulín, Quenac e Teuquelín. A sede administrativa da comuna é a cidade de Achao.
Dentro da comuna encuentram-se 3 das 16 igrejas de Chiloé que são Patrimônio da Humanidade: Achao, Quinchao e Cahuach.
A comuna limita-se: a noroeste com Curaco de Vélez; a sudoeste com Castro; a norte com Dalcahue e Quemchi; a sul com area marítima da comuna de Puqueldón; a leste com Chaitén.